# Cancricepon garthi
Cancricepon garthi är en kräftdjursart som beskrevs av Danforth 1970. Cancricepon garthi ingår i släktet Cancricepon och familjen Bopyridae. Inga underarter finns listade i Catalogue of Life.